# 人間再生・工場長 岡田岩児
『人間再生・工場長 岡田岩児』（にんげんさいせい・こうじょうちょう おかだいわじ）は、TBS系列で2011年7月11日の21:00 - 22:54（JST）の『月曜ゴールデン』枠で放送された作品である。

## キャスト

### 岡田工房
- 岡田岩児…武田鉄矢
木工品を製作する工房の社長。かつては新潟県警刑事一課のエースであったが、酒癖の悪い弟･誠二が起こしたタクシー強盗により、出世コースを外れる。そして、誠二の自殺[1]が前科者や仮釈放者を積極的に雇用する事につながっている。
- 石垣譲…相島一之
社員。愛称は「ジョウ」。強盗致死罪で懲役10年の刑を受け、仮釈放中の身である[2]。
- 里井美樹…中園友乃
社員。愛称は「ミキ」。麻薬及び向精神薬取締法違反で懲役1年半と執行猶予3年を受け、執行猶予中の身である[2]。
- 佐伯康之…橋爪遼
新人社員。愛称は「ヤス」。ストーカー行為等の規制等に関する法律違反で前科があったため、懲役3年の刑を受け、仮釈放中の身である[2]。
- 徳重豊…大沢樹生
社員。愛称は「トク」。詐欺罪など前科2犯[2]で、美術界の大物評論家と結託して賄賂をかすめ取ったり、女性をレイプで襲ったりした過去を持つ。入社後に改心したはずが、謎の転落死を遂げる。妻とは受刑中に離婚し、親兄弟の付き合いもない。広島県出身で新潟市中区在住[3]。

### 新潟中警察署
- 冨永悟…山崎銀之丞
卑劣な性格の悪徳刑事。仮釈放制度には否定的な意見を持つ。
- 曽根…浦田賢一
刑事。

### 新潟中央刑務所
- 橋本秀次郎…石倉三郎
刑務官。愛称は「ヒデさん」。元受刑者と受入れ先である岡田工房との仲介の立場である。

### その他
- 藤川弘子…麻生祐未（10歳時…高瀬岬）
東京で｢藤川美術鑑定｣を運営する美術鑑定士。7年前に自分が原因で弟を殺人犯にして以来、自らを悔やむ。弟が服役して以降、面会拒否を続けられたことをきっかけに今度は自らが弟のために無念を晴らそうと考えていたところ、鑑定品という形で弟が作った作品と対面する。
- 藤川和弘…桑原和生（6歳時…小泉諒河）
弘子の弟。殺人罪で懲役13年の刑を受け、服役中。服役中に習得した工芸品の制作技術が周囲に高評価を与え、名を伏せた形で作品として一般に流通している。服役以降、姉の幸せを考え、面会を拒否し続けている。
- 神無月宗太郎…花王おさむ
古美術商。
- 木津慶子…高橋かおり
和弘の元婚約者。その後は別の人と結婚しており、木津は現姓。
- 熊田冴子…築山万有美
徳重の元妻。東京在住[3]。徳重との間に2人の子供がいる。
- 折水蓬栄…品川徹
人間国宝。刑務所で技術指導した和弘を唯一の弟子として認める。
- 靴屋の店員…鈴木正幸

## スタッフ
- プロデューサー…河角直樹、浦井孝行
- 脚本…秦建日子
- 撮影…山本博俊
- 照明…的場詠一
- 取材協力…法務省東京保護観察所、渡辺道代、松田桐箱、加藤義臣、本間龍
- 協力…ケイエッチケイアート、バスク、ケイプランニング、東京衣裳、アートメイク・トキ、マエダオート、シナリオプリント
- 撮影協力…やまなしフィルム・コミッション、中央市役所、佐野木工所、館林カトリック教会、埼玉県立川越工業高等学校、下田市役所
- 監督…大岡進
- 製作…国際放映、TBS